# Tosa (Kōchi)
Pour les articles homonymes, voir Tosa.
Tosa (土佐市, Tosa-shi) est une municipalité ayant le statut de ville dans la préfecture de Kōchi au Japon.

## Géographie

### Situation
Tosa est située au sud de la partie centrale de l'île de Shikoku, bordée par la baie de Tosa au sud et de montagnes au nord.

### Topographie
Le mont Inamura est situé sur le territoire de la ville.

### Démographie
En juin 2023, la population de la ville de Tosa était de 26 065 habitants répartis sur une superficie de 91,50 km2.

### Climat
Tosa a un climat subtropical humide caractérisé par des étés chauds et des hivers frais avec de légères chutes de neige. La température moyenne annuelle est de 15,9 °C. La pluviométrie annuelle moyenne est de 2 631 mm, septembre étant le mois le plus humide.

## Histoire
La région actuelle de Tosa faisait partie de l'ancienne province de Tosa. Des vestiges de la période Jōmon datant d'il y a 4000 ans ont été trouvés dans les limites de la ville. Pendant l'époque d'Edo, la région faisait partie des possessions du domaine de Tosa dirigé par le clan Yamauchi depuis le château de Kōchi. À la suite de la restauration de Meiji, le village moderne de Takaoka est créé le 1er octobre 1889. Takaoka obtient le statut de bourg le 1er mars 1899. Le 1er janvier 1959, Takaoka est élevé au statut de ville et est rebaptisé Tosa.

## Culture locale et patrimoine
- Kiyotaki-ji, 35e temple du pèlerinage de Shikoku,
- Shōryū-ji, 36e temple du pèlerinage de Shikoku.

## Jumelages
Tosa est jumelée avec :
- Itatiba (Brésil)
- Ebetsu (Japon)